# BV Волка
BV Волка (лат. BV Lupi) — одиночная переменная звезда в созвездии Волка на расстоянии (вычисленном из значения параллакса) приблизительно 17239 световых лет (около 5285 парсеков) от Солнца. Видимая звёздная величина звезды — от менее +16m до +12,7m.

## Характеристики
BV Волка — красная пульсирующая переменная звезда, мирида (M) спектрального класса M. Эффективная температура — около 3286 K.